# 维基百科与巴以冲突

阿拉伯語維基百科將標誌換為巴勒斯坦國旗的顏色

維基百科廣泛報導了以巴衝突。 社會團體發起了編輯戰，而以色列—哈馬斯戰爭促进了該领域相关條目的編輯。維基百科對衝突的報導在維基百科的各語言版本之間存在顯著差異。

## 历史
2006年9月，以色列维基项目（WikiProject Israel）成立，两个月后，巴勒斯坦维基项目（WikiProject Palestine）也被创建。2008年，以色列—巴勒斯坦合作维基项目（WikiProject Israel Palestine Cooperation）设立，旨在调和以色列和巴勒斯坦维基项目。项目页面上写道：“在一个饱受历史叙述冲突困扰的主题中，我们致力于使维基百科成为冲突中最平衡的参考点。帮助我们在世界上最难解的冲突中搭建桥梁、打破障碍。”
2008年，在第二次巴勒斯坦大起义的条目及其他巴以冲突相关条目的问题达到高潮后，维基百科的仲裁委员会设立了一套行为准则，用户必须在注册至少30天，并进行超过500次编辑，才能编辑与冲突相关的文章，每天只能在整个领域内进行一次回退，并且可能会被禁止编辑相关文章。该裁定在2009年和2015年被重申并扩充。
2017年12月，在美国总统唐纳德·特朗普宣布美国将承认耶路撒冷为以色列首都后，维基百科也随之进行了相应的更改，这在编辑之间引发了争论。截止当时，英文维基百科和希伯来语维基百科的条目都将耶路撒冷描述为“以色列的首都”，而阿拉伯语维基百科则描述为“以色列声称其为首都，但它位于被占领的巴勒斯坦”。
在2020年11月，《国土报》报道称，西岸班图斯坦条目将以色列对西岸的控制与南非种族隔离时期的黑人专属飞地进行了比较，这表明维基百科在以色列与种族隔离问题上的共识可能发生了变化。编辑们指出，该条目在删除提案中得以保留，这表明诸如特朗普和平计划和本雅明·内塔尼亚胡承诺吞并西岸部分地区等事件削弱了以色列“支持两国方案并努力建立巴勒斯坦国”的立场。
2021年2月，希伯来语维基百科将其版本的以色列占领约旦河西岸条目更名，将“占领”改为“统治”，现在该条目的名字是“以色列对犹地亚和撒玛利亚的统治（希伯来语：השלטון הישראלי ביהודה ושומרון，转写：hashlaton hisrali beihuda veshomron）这两个名字都与古以色列人建立的国家有关。

### 以色列—哈瑪斯戰爭
2023年以色列—哈瑪斯戰爭爆發後，許多語言的維基百科都收錄了多篇戰爭相關條目，涵蓋範圍包括2023年10月7日哈瑪斯突襲以色列的阿克薩洪水行動、隨後以色列對加薩走廊的封鎖與大規模入侵，條目因各方觀點不同而多次爆發編輯戰。Slate雜誌的一篇文章指維基百科不出所料地比X與Tiktok等社群網站更適合用來獲取關於戰爭的相關資訊。
2023年12月3日，阿拉伯社群媒體發展中心（總部位於以色列海法）發表聲明呼籲維基媒體基金會重新檢視其立場，對加薩走廊進行中的攻擊做出果斷反應，打擊虛假信息，並持續支持加薩走廊當地的維基百科社群。
2023年12月4日，維基媒體基金會發表題為「維基媒體對加薩走廊與以色列危機的更新」，隔天又發表另一聲明，呼籲停止對加薩走廊的網路封鎖。
2023年12月23日，阿拉伯語維基百科將其標誌換成巴勒斯坦國旗的顏色，並停止所有條目編輯一天，以抗議對巴勒斯坦人的持續攻擊和美國等西方國家政府的雙重標準。此行動受到許多阿拉伯語用戶與巴勒斯坦支持者的歡迎，並受到一些以色列用戶的批評。
2024年6月，发生了一场涉及到2024年努塞拉特救援行动和努塞拉特难民营大屠杀相关条目的编辑战，导致这些条目被限制编辑。
同月，英文维基百科社区宣布反诽谤联盟（ADL）在巴以冲突相关话题上是“通常不可靠”的来源。英文维基百科管理员总结了社区对此讨论的共识，并指出，大量证据可以证明ADL作为“亲以色列倡导组织”活动，其发布了许多错误信息，并且没有将它们改正或撤回，“严重影响了他们在巴以冲突方面的准确性和事实核查的声誉”，并指出ADL“常常将对以色列政府行动的批评与反犹主义混为一谈”。当月晚些时候，英文维基百科社区得出结论，认为ADL在“反犹主义与巴以冲突的交叉问题上”也缺乏可靠性，“例如将亲巴勒斯坦的活动人士标为反犹主义者”，但“在不涉及以色列和锡安主义的问题上，ADL大致可以被认为是反犹主义主题的可靠来源”。ADL对这一决定表示批评，称这是“旨在削弱ADL合法性的运动”的一部分。约翰霍普金斯大学现代犹太史教授詹姆斯·勒弗勒评论说，维基百科的编辑“受到了ADL领导层言论的深刻影响”，ADL的领导层“比大多数学术研究者更激进，模糊了反锡安主义与反犹主义之间的区别”。

## 外部連結
- Arabic Wikipedia: Stop the war and spread peace （页面存档备份，存于）（阿拉伯文）
- Wikipedia changes its logo to the colors of the Palestinian flag in solidarity with Gaza （页面存档备份，存于）, Al-Jazeera （阿拉伯文）
- Wikimedia Foundation updates on the crisis in Gaza and Israel （页面存档备份，存于）, Wikimedia Foundation